# موبد

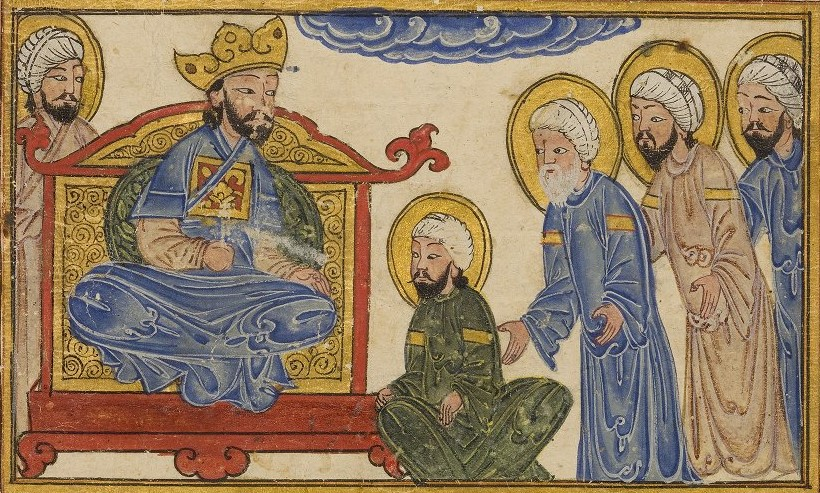
نگاره‌ای از کتاب ابوریحان بیرونی، که شاهنشاه پیروز یکم و چند موبد کنار او را نشان میدهد.

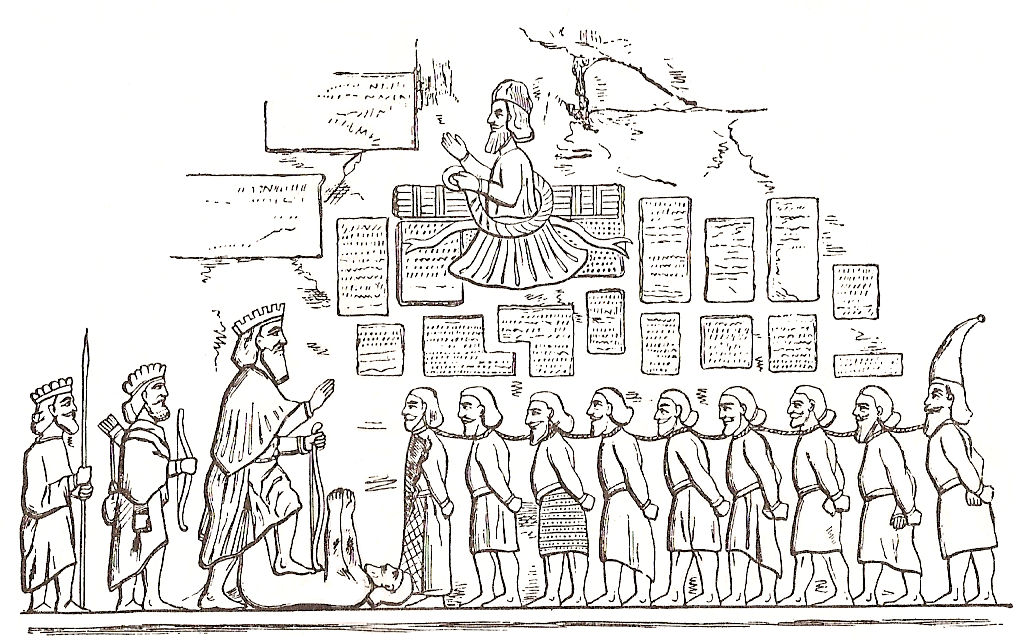
گئومات مُغ پیشوای قیام‌کنندگان، زیرِ پای داریوش بزرگ

موبَد در کیش زرتشتی یا آیین مزدیسنا به فرد روحانی گفته می‌شود. این واژه در شاهنامه کارکرد بسیار دارد ولی اصطلاح موبد در منابع دیگر نظیر اوستا و دیگر متونِ کهن به صورت مغ یا مغان دیده می‌شود. ریشهٔ این واژه ممکن است معرّب مُغبَد به معنی فرمانده و مِهتر مغان (روحانیان) باشد که محتمل به نظر نمی‌رسد، زیرا واژه‌های دیگری مانند هیربَد و سپهبَد نیز بر همین وزن و با پیشوند «بَد» هستند؛ و بزرگترین موبد دوران ساسانیان کرتیر بود و موبدِ موبدان به‌شمار می‌آمده‌است.

## موبَد در شاهنامه
کیش و عقاید ایرانیان در شاهنامه از زمان کیومرث مطرح است. نزول سروش بر سیامک و آگاهی دادن از قصد دشمنان بداندیشِ پادشاه نیک‌اندیش، مبیّن وجود عقیده و مرام در کشور عجم است. شاهنامه صراحتاً از آیین مزدیسنا در زمان کیومرث سخن نمی‌گوید ولی ادوار بعد از دو آیین متضاد و مخالف یکدیگر یعنی آیین مزدیسنا و آیین دیویسنا مکرر یاد می‌گردد. چون لازمهٔ هر دین بعد از پیامبرش حفاظت از دین است، کیش مزدیسنا نیز محافظانی تحت عنوان موبد و رد داشته‌است.
در زمان کیومرث سر آغاز شاهنامه، از عناوین مزبور یادی نمی‌شود امّا در زمان نبیرهٔ او تهمورث سومین پادشاه پیشدادیان از عنوان موبدان ذکری به میان می‌آید. تهمورث وزیری نیک‌خواه و بسیار مدبّر به نام سحرسپ داشت که تهمورث با به کار بستن پندها و فرمان‌های او توانست همهٔ بدکیشان و دیوان را به بند کشد و به «تهمورث دیوبند» مشهور گردد. از جمله احکام دینی سحرسپ که تا زمان معاصر برای فرهنگ بشری باقی مانده دو اصل دینی روزه و نماز شب است.
طبق متون شاهنامه چون تهمورث پسر هوشنگ است و هوشنگ نوهٔ کیومرث است، پس ممکن است آیین تهمورث و سحرسپ پیشینه‌ای داشته باشد و بانی آیین مزدیسنا همان کیومرث باشد. حالات کیومرث در روزگار سوگواری سیامک و رابطه او با سروش مؤید شخصیت متافیزیکی اوست که در ماورای آسمان‌ها نجات‌دهندهٔ دیگری برای خودش متصوّر است. به هر حال نخستین موبدها که باید آثروان نامیدشان در جلوس تهمورث بر تخت کیان حضور پررنگ دارند:
| پسر بُد مر او را یکی هوشمند  |  | گرانمایه تهمورثِ دیوبند      |
| بیامد به تخت پدر بر نشست    |  | به شاهی کمر بر میان بر ببست |
| همه موبدان را ز لشکر بخواند |  | به خوبی چه مایه سخن‌ها براند |